# Tarasa humilis
Tarasa humilis là một loài thực vật có hoa trong họ Cẩm quỳ. Loài này được (Gillies ex Hook. & Arn.) Krapov. miêu tả khoa học đầu tiên năm 1954.